# Tirant lo Blanc
|  | Per a altres significats, vegeu «Tirant lo Blanc (desambiguació)». |

Tirant lo Blanc (Tirant lo blanch en l'original) és l'obra més important de l'escriptor i cavaller valencià Joanot Martorell, acabada pel cavaller també valencià Martí Joan de Galba. És considerada un dels màxims exponents de la novel·la cavalleresca en llengua catalana i del segle d'or valencià.
Sembla que fou escrita entre el 1460 i el 1464. Fou publicada per primera volta a València el 20 de novembre de 1490 per Nicolau Spindeler. A Barcelona, el 1497, Pere Miquel i Diego de Gumiel van publicar la segona edició, de tirada més curta. El fet que hi haja dos edicions incunables indica que l'obra va tindre una gran difusió des del principi. Durant el segle xvi fou traduïda al castellà (1511) i a l'italià (1538), més tard al francés (1737) i modernament ho ha estat a l'anglés (1984) i a moltes altres llengües. És esmentada en el Quixot com una de les obres salvades de la crema de llibres.
El protagonista de l'obra es presenta en el capítol 29 dient que es diu Tirant perquè el seu pare és de Tirània, i Lo Blanc, perquè la seua mare, filla del duc de Bretanya, es diu Blanca.

## Estructura i contingut
El Tirant lo Blanc està constituït per sis nuclis argumentals. El primer correspon al cavaller Guillem de Varoïc; el segon tracta de Tirant a Anglaterra; el tercer, Tirant a Rodes i Sicília; el quart, Tirant a Constantinoble; el quint, Tirant a l'Àfrica, i el sext, el retorn a Constantinoble i el desenllaç. Es tracta d'una obra de gran extensió, que comença amb la narració de les aventures de Guillem de Varoïc, qui instruïx a Tirant en les normes de cavalleria. El protagonista, Tirant lo Blanc, es forma a Anglaterra, on Joanot Martorell va viure des de 1438 fins a finals de 1439. Tirant es guanya el títol de cavaller gràcies a un seguit de victòries contra reis, ducs i gegants. Posteriorment, abandona Anglaterra i pren posada a França, Sicília i Rodes.
Durant un llarg període, Tirant recorre Jerusalem, Alexandria, Trípoli i Tunísia. És llavors quan és sol·licitat per l'emperador de Constantinoble i coneix la seua estimada, Carmesina (la filla de l'emperador). Tirant i els seus acompanyants arriben a Constantinoble en un període fosc degut a la mort del fill de l'emperador Ricard (desconegut nom). El palau reial està vestit de pena i dol. La història d'amor entre Tirant i Carmesina és favorable gràcies a les actuacions de les donzelles: Plaerdemavida i Estefania. Al mateix temps, la Viuda Reposada, dida de la princesa, fa tot el possible per trencar la seua relació amorosa. La Viuda Reposada està enamorada del cavaller Tirant. Ella mateixa és l'encarregada de muntar una trampa i fer-lo creure que la seua estimada no li és fidel amb un hortolà anomenat Lauseta. Tirant decidix abandonar Constantinoble i embarca en un vaixell que el dirigix a l'Àfrica. Plaerdemavida, sobtada per les actuacions del cavaller, s'adona del mal de la Viuda Reposada i també puja al vaixell.
Durant un període de deu anys, Tirant lo Blanc i Plaerdemavida resideixen a l'Àfrica per separat. Al mateix temps, Carmesina es convertix en religiosa i entra en un convent. Plaerdemavida es casa amb el rei de Fes i hereta el títol de reina de Fes. Deu anys després, Tirant i Plaerdemavida es retroben en terres africanes i aquesta li ho explica tot a Tirant. Posteriorment, ambdós decideixen retornar a Constantinoble perquè Tirant recupere la seua estimada Carmesina. Finalment, aconseguix el seu amor i mantenen relacions sexuals abans de la nit de noces (bodes sordes). Joanot Martorell, decidix castigar el protagonista per les seves actuacions. Conseqüentment, mor en un dels seus camins per fer conéixer als reis, comtes i ducs del seu casament. Carmesina mor de pena i l'emperador Ricard ho fa un temps després. L'emperadriu es casa amb el cosí de Tirant, Hipòlit, amb qui havia mantingut relacions sexuals en l'estada de Tirant al palau.

## Història de l'obra

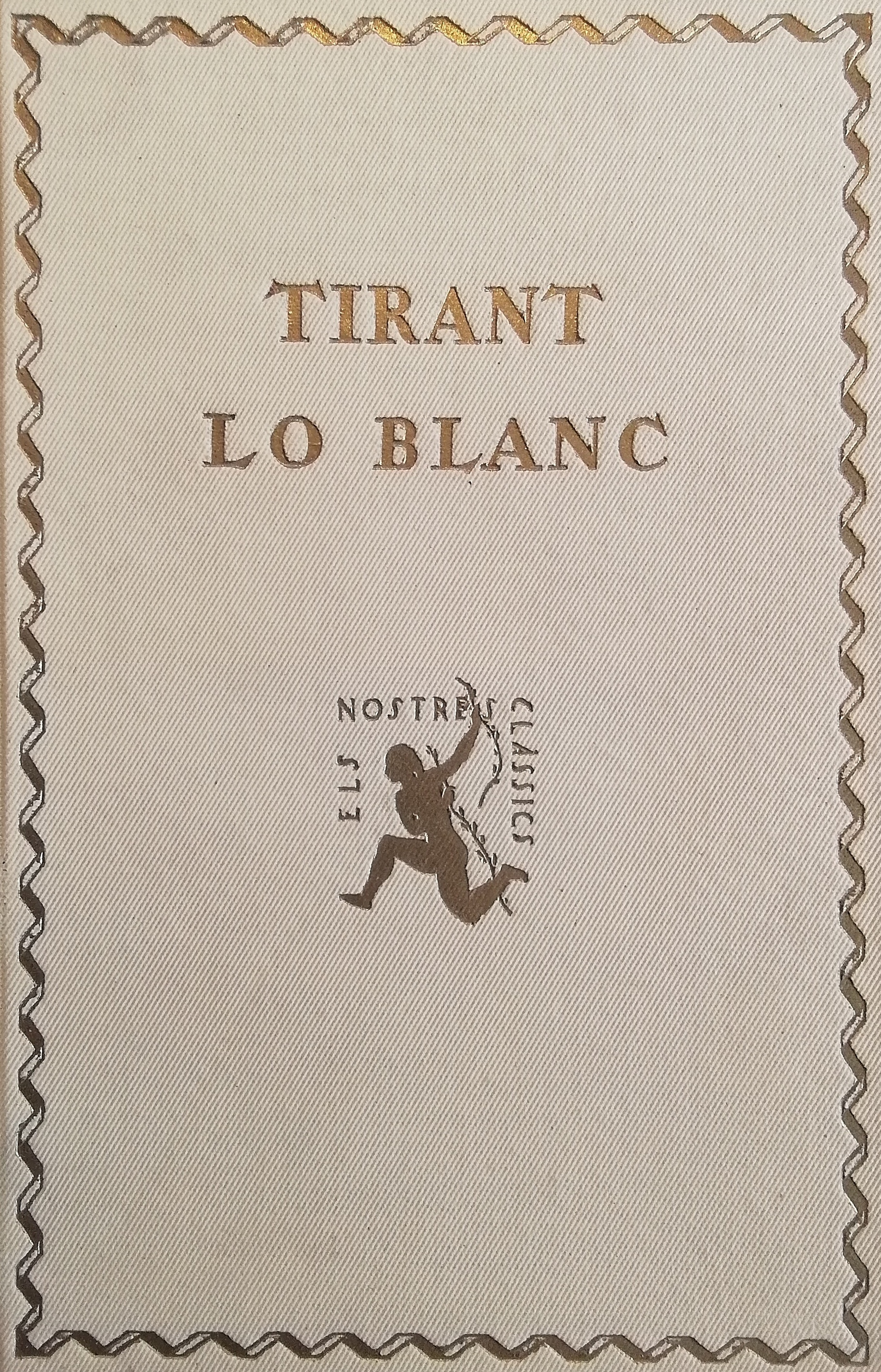
Coberta de l'edició publicada per l'Editorial Barcino dins la col·lecció Els Nostres Clàssics l'any 1926

L'autor del famós Quixot, Miguel de Cervantes, va arribar a assegurar que el Tirant lo Blanc de Joanot Martorell era el millor llibre del món. En el Quixot, el ingenioso hidalgo observa que en el Tirant els cavallers mengen, descansen i fan testament quan moren, uns costums ben humans que la novel·la de cavalleries, fins a aquell moment, havia passat per alt.
L'obra de Martorell, impresa per primera vegada a València l'any 1490 i publicada a Valladolid en la traducció castellana, el 1511, és, doncs, una obra innovadora. Ho és perquè el que narra és creïble i perquè els personatges són humans i, com a tals, éssers complexos, amb debilitats i virtuts. Tirant lo Blanc és també una novel·la total, perquè té registres lúdics i transcendents, i les aventures i desventures bèl·liques i sentimentals del protagonista, el cavaller bretó Tirant, se succeïxen en diferents escenaris, el cavalleresc, el militar, el cortesà i l'amorós. Tot plegat convertix el text de Joanot Martorell en una obra moderna.
Martorell va gestar segurament l'obra arran de la caiguda de Constantinoble, capital de l'Imperi Romà d'Orient, en mans dels turcs (1453). La seua obra reflectix en un relat de ficció el pensament del mateix autor, que creia que la caiguda de l'Imperi Romà d'Orient no havia estat inevitable i encara somiava un alliberament de Constantinoble. El protagonista homònim salva l'imperi de la ruïna i venç els turcs a diferents parts de la Mediterrània abans de morir d'un «mal de costat». L'escriptor Víctor Labrado ha descrit la novel·la com «una resposta optimista davant el desastre de Constantinoble, conquerida pels turcs, un fet de gran importància històrica que [fou] viscut per l'Europa cristiana com una pèrdua terrible». Segons l'escriptor i periodista Màrius Serra, Martorell clamava venjança per la caiguda de l'Imperi Romà d'Orient i escrigué la novel·la «per dir que es [rebel·l]ava en contra d'aquesta realitat. La va començar a escriure a Barcelona el gener del 1460 i la precarietat econòmica el va obligar a empenyorar-la a Martí Joan de Galba, que va intentar obtenir algun guany amb la novel·la inèdita fins al 1490, quan la va lliurar a impremta. L'obra, de 487 capítols, és narrada en tercera persona per un narrador que gairebé no hi intervé.

### Novel·les similars
La gran majoria de novel·les de cavalleries tenien una inspiració fantàstica i els escenaris de les aventures acostumaven a ser llunyans i exòtics. Els cavallers havien de bregar amb monstres ferotges que se'ls interposaven pel camí i succeïen fets màgics. Tirant lo Blanc, però, no recorre a la fantasia. Tampoc ho va fer Curial e Güelfa, una altra novel·la catalana anònima del segle xv, si bé hi ha algun episodi fantasiós. En esta novel·la anònima, l'element fantàstic és l'aventura en què el cavaller Espèrcius entra a la cova d'un drac per desencantar una donzella. En general, però, les dos obres catalanes tenen com a protagonistes personatges desmitificats i els referents històrics i geogràfics són reals. El món descrit és palpable i, alhora, Martorell deixa clar que els cavallers poden formar part de la societat dels seus contemporanis.
Un altre tret característic és la humanitat de l'heroi, que destaca més per la intel·ligència que no pas per la força. Tirant utilitza infinitat d'estratègies bèl·liques terrestres i marítimes i se servix de l'enginy. I com tota persona, també té una vida sentimental amb alguns moments eròtics i carnals. És un cavaller i, per tant, ha de retre homenatge amb heroïcitats a una dama de qui està enamorat. L'amor focalitza debats, parlaments i cartes i el to és sensual i lúdic, sobretot quan es descriuen els ardits de la Vídua Reposada, la picardia de la donzella Plaerdemavida, els amors de l'emperadriu amb Hipòlit i la relació de Tirant amb Carmesina.
Martorell no tan sols beu de l'experiència a l'hora de donar a llum el Tirant lo Blanc. Abans d'escriure-la, l'escriptor havia fet un esbós de novel·la sobre el comte Guillem de Varoïc, que es presenta en els primers capítols com a precedent del Tirant. Ambdós es troben i Guillem adoctrina sàviament el jove cavaller. Les aventures de Guillem s'inspiren en el romanç anglès Guy de Warwick, del segle xii, i en el Llibre de l'orde de cavalleria, de Ramon Llull. Estos primers capítols definixen l'ideal de la cavalleria com el concebien estes obres i el mateix Martorell en ple segle xv. De fet, els cavallers llegien tractats de cavalleria en què aprenien l'ofici. És el cas de Guillem de Varoïc, que quan se li apropa un joveníssim Tirant està immers en la lectura de l'Arbre de batalles de Bouvet.

## Autor
L'autor de Tirant lo Blanc va ser un cavaller amb una vida força convulsa i pertanyent a la baixa noblesa valenciana. Sota el regnat de Martí I, la seua família havia gaudit d'una certa influència, però amb la mort del pare es va haver de fer càrrec de set germans i va començar un declivi econòmic i social. Martorell va dedicar part de la seua vida a bregar per defensar el seu honor i afrontar els deutes, era un veritable apassionat del món de cavalleries. Va tindre alguns adversaris, com el seu cosí Joan de Monpalau, a qui retreia no complir les obligacions matrimonials, després d'unes noces secretes amb la seua germana Damiata. Sovint el desenllaç d'estes disputes no va ser favorable a l'escriptor, que va traslladar estes vivències a la novel·la, com és el cas de la boda secreta de Tirant i Carmesina.
El fet que s'inspirara en la seua vida va enriquir notablement l'obra. Martorell va ser un cavaller amb prestigi a qui les corts de França, Anglaterra o Portugal van donar audiència. D'estes vivències, en va traure força matèria primera, que va donar matisos, profunditat psicològica i versemblança als personatges.
En temps de Martorell, la condició de cavallers estava en clara decadència. Ja no protegien els territoris dels senyors, sinó que es dedicaven a la pràctica militar. L'escriptor, però, en defensa la validesa, reformula funcions i els fa participar en tornejos i justes. Per exemple, en la novel·la, Tirant es dona a conéixer en un exercici d'armes que celebra el matrimoni del rei d'Anglaterra. Malgrat tot, Martorell no va defugir la realitat del seu temps. De fet, el mateix protagonista acaba integrant-se en l'aparell militar de l'Imperi grec, mor en una situació ridícula i el nouvingut Hipòlit és proclamat nou emperador.

## Modernitat de l'obra
Tirant lo Blanc és la primera novel·la dins de la literatura universal en què apareix un heroi de ficció de «carn i ossos». És a dir, personatges quotidians, amb sentiments i defectes. L'obra és el resultat de la suma de moltes novel·les amb més o menys entitat pròpia cadascuna, vertebrades per la presència del protagonista, per una llengua comuna i per una visió totalitzadora del món. Es pot parlar, doncs, d'un cert fragmentarisme estructural que no afecta el sentit unitari de la novel·la. I, de la mateixa manera, podem parlar del trencament que el Tirant representa respecte de la narrativa anterior. En efecte, suposa l'abandó quasi definitiu dels ideals medievals (religió, cavalleria) i l'apropiació ràpida dels ideals burgesos (plaer, raó, humor), per la qual cosa no podem considerar Tirant lo Blanc un llibre de cavalleries convencional.
Més importants que les escenes de batalles i de festes cortesanes, són les escenes de la vida diària, en les quals els protagonistes es mostren tal com són realment, despullats de tot artifici, amb tota la senzillesa i espontaneïtat de què les persones són capaces. Estes escenes es basen en el sensualisme que està impregnada l'obra, amb incursions freqüents en l'erotisme, i en l'alternança narració-diàleg. La sensualitat i l'erotisme responen a una filosofia vitalista totalment allunyada de la immoralitat i a la condició d'adolescents i jóvens dels personatges principals. La narració en tercera persona i diàleg respon a la voluntat per part de l'autor de crear una atmosfera de versemblança mitjançant la rapidesa, l'expressivitat i la naturalitat.
En el Tirant la cavalleria ha entrat en crisi. To solemne i oratori, llargs parlaments retòrics, lamentacions, intercanvis de preguntes i respostes, etc. Contràriament, l'ideari burgés hi és expressat en un to col·loquial, dinàmic i mordaç (ironia, comparacions…) que dona als lectors la pauta de comportament (la psicologia) dels personatges.
El final és també modern, ben lluny de la felicitat artificiosa dels contes de fades o de les proeses divines dels herois èpics: Tirant mor d'una malaltia, fita gens honorable. El seu màxim rival, Hipòlit, és l'únic que sobreviu i prospera, amb un missatge final pessimista que contrasta amb el to satíric i festiu de tota l'obra i que recorda que tots els personatges són humans i, per tant, mortals, i que la vida real no sempre és justa.

## Any del Tirant
Es coneix com a Any del Tirant el conjunt d'esdeveniments organitzats al voltant de la celebració del quint centenari de la primera edició del Tirant lo Blanc l'any 1990. Rebé el suport de les administracions autonòmiques del País Valencià, Catalunya i Illes Balears i també de la quasi totalitat de les institucions culturals. Totes les activitats anaven dirigides a la major difusió de l'obra i destacaren el Symposion Tirant lo Blanc, les exposicions «La impremta valenciana» i «Tirant lo Blanc, imatges i objectes». També hi hagué un interés especial a divulgar-la en l'àmbit escolar amb edicions adaptades per als escolars i en format còmic. Els principals coordinadors del quint centenari van ser Josep Piera, Isidor Cònsul, Eliseu Climent i Jesús Huguet.

## Obres diverses que s'inspiren enTirant lo Blanc
- En Tirant lo Blanc a Grècia (1958), òpera bufa de Joan Altisent, amb llibret de Joan Sales.
- Tirant lo Blanc, versions per a teatre de Maria Aurèlia Capmany (1968, 1971, 1976)[9]
- Tirant lo Blanc Arxivat 2012-01-05 a Wayback Machine. (1977), cantata per a corals infantils amb música d'Antoni Ros-Marbà i text de Núria Albó (2 CD).
- Tríptic de Tirant lo Blanc (1990), cantata del compositor Amand Blanquer, amb lletra de Josep Palàcios.
- El triomf de Tirant (1992), òpera del compositor Amand Blanquer, amb llibret de Josep Lluís i Rodolf Sirera.
- Tirant lo Blanc (1992), ballet amb música de Leonora Milà.
- Tirant lo Blanc (2006), pel·lícula dirigida per Vicente Aranda.
- Tirant (2019), versió teatral per Paula Llorens[10]

## Traduccions
L'obra ha sigut traduïda a l'alemany, al francès, a l'anglès, a l'asturià, al castellà, al danès, al xinès, a l'italià, al neerlandès, al suec, al finès, al polonès, al romanès, al rus, al japonès i al tagàlog.
L'any 2020, Màrius Serra en va publicar a Edicions Proa una versió completa al català modern.